# 内藤清次
内藤 清次（ないとう きよつぐ）は、安土桃山時代から江戸時代初期にかけての武将・大名。徳川氏の家臣。高遠藩内藤家2代（3代とする説あり）。

## 生涯
天正5年（1577年）、徳川氏の家臣・内藤清成の長男として誕生する。
慶長9年（1604年）の徳川家光の山王神社初詣をはじめ、翌年の徳川秀忠上洛に同行するなど信任を受ける。慶長12年（1607年）には家光の傅役を命じられた。大坂夏の陣では書院番頭を務め、のちに奏者番、元和2年（1616年）には老職（後の老中に相当）に就任する。父・清成同様、政治面で重用され、草創期の江戸幕府を支えた。
所領・官位としては、はじめ常陸国に5000石を与えられ、慶長5年（1600年）には従五位下若狭守に叙任。慶長13年（1608年）、父の死により遺領2万1000石を継ぎ、合計2万6000石を領した。
元和3年（1617年）、41歳で死去した。男子がなかったため、家督は次弟の清政が継いだ。